# Timi Max Elšnik
Timi Max Elšnik (ur. 29 kwietnia 1998 w Kidričevie) – słoweński piłkarz grający na pozycji pomocnika w słoweńskim klubie Olimpija Lublana oraz reprezentacji Słowenii. Uczestnik Mistrzostw Europy 2024.